# François Viète
François Viète (n. 1540, Fontenay-le-Comte, Pays de la Loire, Franța – d. 23 februarie 1603, Paris, Regatul Franței) a fost un matematician francez.
Printre contribuțiile sale în algebră se numără formulele lui Viète pentru rădăcinile unui polinom și formula lui Viète pentru numărul pi.